# Communium Interpretes Dolorum
Communium Interpretes Dolorum (Latijn voor Als vertolker van het universele leed) was een encycliek uitgevaardigd door paus Pius XII op 15 april 1945 die tot onderwerp het einde van de Tweede Wereldoorlog had.
In deze korte encycliek wees de paus erop dat de mens niet in staat zou zijn tot vrede zonder de hulp van God. Hij wees erop dat alleen het gebed niet voldoende was om hulp te krijgen; doordat de mens zich in de voorafgaande jaren van de kerk had afgewend, was het belangrijk om de christelijke moraal weer onderdeel te laten worden van het publieke leven en het privéleven van ieder mens. Hierbij verwees Pius XII onder meer naar een uitspraak van Augustinus van Hippo: “roei hebzucht uit en plant liefdadigheid”.
Als vrede het ultieme doel was, moest rechtvaardigheid nagestreefd worden. Vooral kinderen werden opgeroepen in de meimaand tot Maria te bidden om aan hen die recht moesten spreken de juiste inzichten te geven om te voorkomen dat aangedragen beoordelingen het “zaad voor toekomstige oorlogen zullen worden”.
Aan het einde riep Pius XII ook op tijdens het gebed stil te staan bij het lot van de vluchtelingen, de gevangenen en de gewonden.